# Marathon Sports
Marathon Sports è un'azienda ecuadoriana di abbigliamento sportivo fondata nel maggio 1981 da Rodrigo Rivadeneira. La società, con sede a Quito, produce equipaggiamento ed abiti sportivi, soprattutto calcistici.
L'attività di produzione è affiancata a quella di importazione, distribuzione e rivendita di prodotti di altre aziende multinazionali come Adidas, Nike, Puma, Diadora, Wilson e Joma.

## Storia
L'azienda è stata fondata nel maggio 1981 da Rodrigo Rivadeneira. Ha operato come catena di negozi sportivi in Ecuador fino al 1994, quando il contratto di Reebok con la nazionale di calcio dell'Ecuador è scaduto. Marathon Sports ha quindi firmato un contratto con la Federazione calcistica ecuadoriana per un numero imprecisato di anni che prevedeva la fornitura dell'abbigliamento sportivo. Il contratto è stato poi rinnovato nel 2016 per un totale di 2,6 milioni di dollari, con scadenza nel 2023. 
Il primo design della maglia della nazionale presentava una banda di spesse strisce blu e rosse sulla spalla destra che rifletteva la bandiera dell'Ecuador. Dopo un'ottima campagna di qualificazione per la Coppa del Mondo nel 1998, anche se non andata a buon fine, la Federazione ecuadoriana decise di mantenere il marchio.
Nel 2002, la squadra ecuadoriana si è qualificata per la sua prima Coppa del Mondo. Marathon Sports si consolida come marchio internazionale, avendo sponsorizzato non solo squadre di calcio in Ecuador, ma anche in Perù (Deportivo Municipal) e Uruguay (Rampla Juniors). Inoltre, Marathon Sports ha aperto dei negozi a Lima, in Perù.
Nel 2017, l'azienda ha firmato un contratto con la Federcalcio peruviana per diventare fornitore ufficiale di maglie della squadra nazionale del Perù dal 2018 per un totale di 1,5 milioni di dollari più 8 milioni in articoli sportivi. L'offerta ha superato ampiamente quella di Adidas, che aveva anch'essa mostrato interesse per la squadra peruviana.

## Sponsorizzazioni
Marathon attualmente sponsorizza:

### Nazionali
- Bolivia
- Ecuador[3][4]

### Squadre di club
- The Strongest
- Arriba Perú
- Huachipato
- Barcelona SC
- Independiente del Valle
- Universitario
- Always Ready
- Aurora